# Żmijewko
Żmijewko – wieś w Polsce położona w województwie kujawsko-pomorskim, w powiecie brodnickim, w gminie Zbiczno, na wschód od jeziora Wysokie Brodno.

## Podział administracyjny
W latach 1975–1998 miejscowość administracyjnie należała do województwa toruńskiego.

## Demografia
Według Narodowego Spisu Powszechnego (III 2011 r.) liczyło 266 mieszkańców. Jest szóstą co do wielkości miejscowością gminy Zbiczno.